# Stimmhafter retroflexer Approximant
Der stimmhafte retroflexe Approximant (ein stimmhafter, mit zurückgebogener Zunge gebildeter Approximant) hat in verschiedenen Sprachen folgende lautliche und orthographische Realisierungen:
- Amerikanisches Englisch [⁠ɻ⁠]: R, r (in vielen Dialekten)
- Varietäten des Deutschen, etwa Hinterländer Platt, Siegerländer Platt, Wäller Platt, mittelhessische Dialekte sowie Oberlausitzer Mundart